# Редуленій-Векі
Редуленій-Векі (рум. Rădulenii Vechi) — село у Флорештському районі Молдови. Утворює окрему комуну.

## Населення
За даними перепису населення 2004 року у селі проживали 1575 осіб.
Національний склад населення села:
| Національність       | Кількість осіб | Відсоток |
| -------------------- | -------------- | -------- |
| молдавани            | 1556           | 98,8%    |
| українці             | 8              | 0,5%     |
| росіяни              | 3              | 0,2%     |
| інша / без відповіді | 8              | 0,5%     |
| Всього               | 1575           | 100%     |